# 안동 병산서원
안동 병산서원(安東 屛山書院)은 서애 류성룡의 학문과 업적을 기리기 위해 만든 경상북도 안동시 풍천면 병산리에 건립한 서원이다. 1978년 3월 31일 사적 제260호에 지정되고, 2010년 7월 31일과 2019년 7월 10일 각각 유네스코 세계문화유산에 등재되었다.

## 개요
고려 시대부터 사림의 교육기관이었던 풍산현에 있던 풍악서당(豊岳書堂)을 1572년(선조 5)에 서애 류성룡이 안동으로 옮겨오면서부터 병산 서원의 역사가 시작되었다. 1607년 서애가 타계하자 정경세(鄭經世) 등 지방 유림의 공의로 선생의 학문과 덕행을 추모하기 위하여 1613년 광해군 5년에 존덕사(尊德祠)를 창건하고 위패를 봉안하였다. 1614년 병산서원으로 개칭하였다.
1620년(광해군 12) 유림의 공론에 따라 퇴계 선생을 모시는 여강서원(廬江書院)으로 위패를 옮기게 되었다. 그 뒤 1629년(인조 9) 별도의 위패를 마련하여 존덕사에 모셨으며, 그의 셋째 아들 수암(修巖) 류진(柳袗)을 추가로 배향하였다. 1863년(철종 14) 사액(賜額)이 내려졌다.
1871년(고종 8) 흥선대원군의 서원철폐령이 내렸을 때에도 훼철(毁撤)되지 않았으며, 유림 선현을 모시고 지방교육의 일익을 담당하여 많은 학자를 배출하였다.
일제강점기에 대대적인 보수가 행해졌으며 강당은 1921년에, 사당은 1937년 각각 다시 지어졌다. 매년 3월 중정과 9월 중정에 향사례를 지내고 있다.
사적 제260호로 지정되어 있으며 서애 선생의 문집을 비롯하여 각종 문헌 1,000여 종 3,000여 책이 소장되어 있다.

## 배향
- 서애 류성룡
- 수암 류진

## 유네스코 세계유산
문화재청은 2010년 6월 안동 병산서원을 포함한 하회마을 일대와 양동마을 일대를 '한국의 역사마을 - 하회와 양동'으로 지정하여 유네스코 세계유산에 등재신청하여, 2010년 7월 31일 유네스코 세계문화유산으로 등재되었다.
문화재청은 2018년 1월 이곳 안동 병산서원을 비롯한 한국의 대표서원 9곳을 '한국의 서원'으로 지정하여 유네스코 세계유산에 등재 신청하여, 2019년 7월 10일 유네스코 세계문화유산으로 등재되었다.

## 사건사고
2024년 12월 30일 KBS 드라마 '남주의 첫날밤을 가져버렸다' 촬영팀이 시설물을 설치하면서 해당 문화재를 훼손했다는 목격담이 나오면서 논란이 커졌다.
병산서원 관련 KBS 입장문

우선 해당 사건으로 시청자 여러분께 심려를 끼쳐드린 점 진심으로 송구스럽게 생각합니다. 제작진은 지난 연말 안동병산서원에서 사전 촬영 허가를 받고, 소품을 설치하는 과정에서 현장 관람객으로부터 문화재에 어떻게 못질을 하고 소품을 달수 있느냐는 내용의 항의를 받았습니다.
이유 불문하고 현장에서 발생한 상황에 대해 KBS는 사태의 심각성을 깨닫고 송구스럽게 생각합니다. 현재 정확한 사태 파악과 복구할 수 있는 최선의 방법이 무엇인지 논의 중에 있습니다. 당시 상황과 관련해 해당 드라마 관계자는 병산서원 관계자들과 현장 확인을 하고 복구를 위한 절차를 협의 중에 있습니다. 또한 앞으로 재발 방지 대책과 추가로 발생할 수 있는 피해 상황에 대해서도 적극적으로 논의할 것입니다.
드라마 촬영과 관련한 이 모든 사태에 대해 KBS는 모든 분들께 다시 한번 진심으로 머리 숙여 사과드립니다.

3일  해당 드라마 촬영팀이 국민신문고 민원 신청을 통하여 경찰에 고발당했다.

## 사진

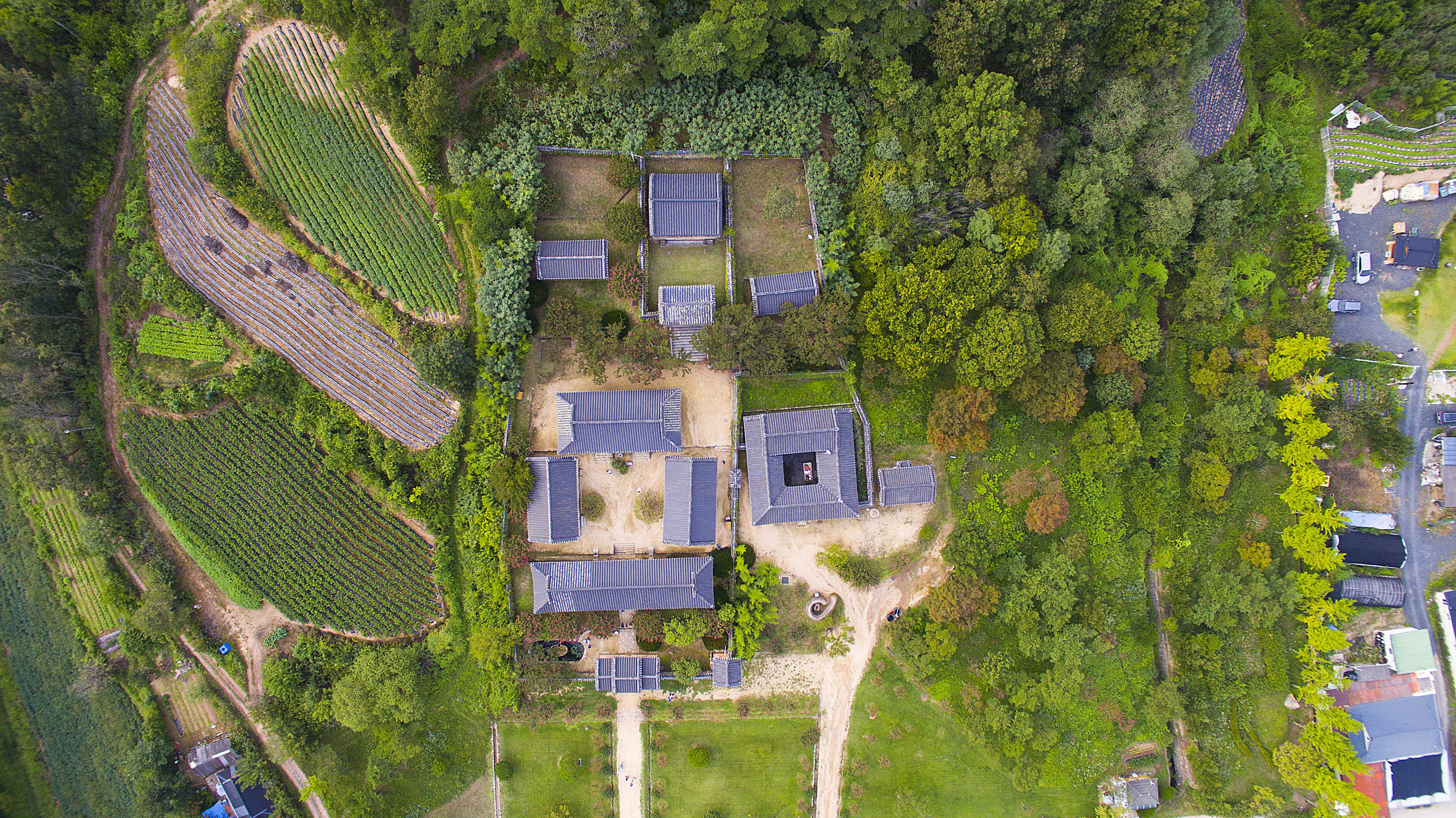
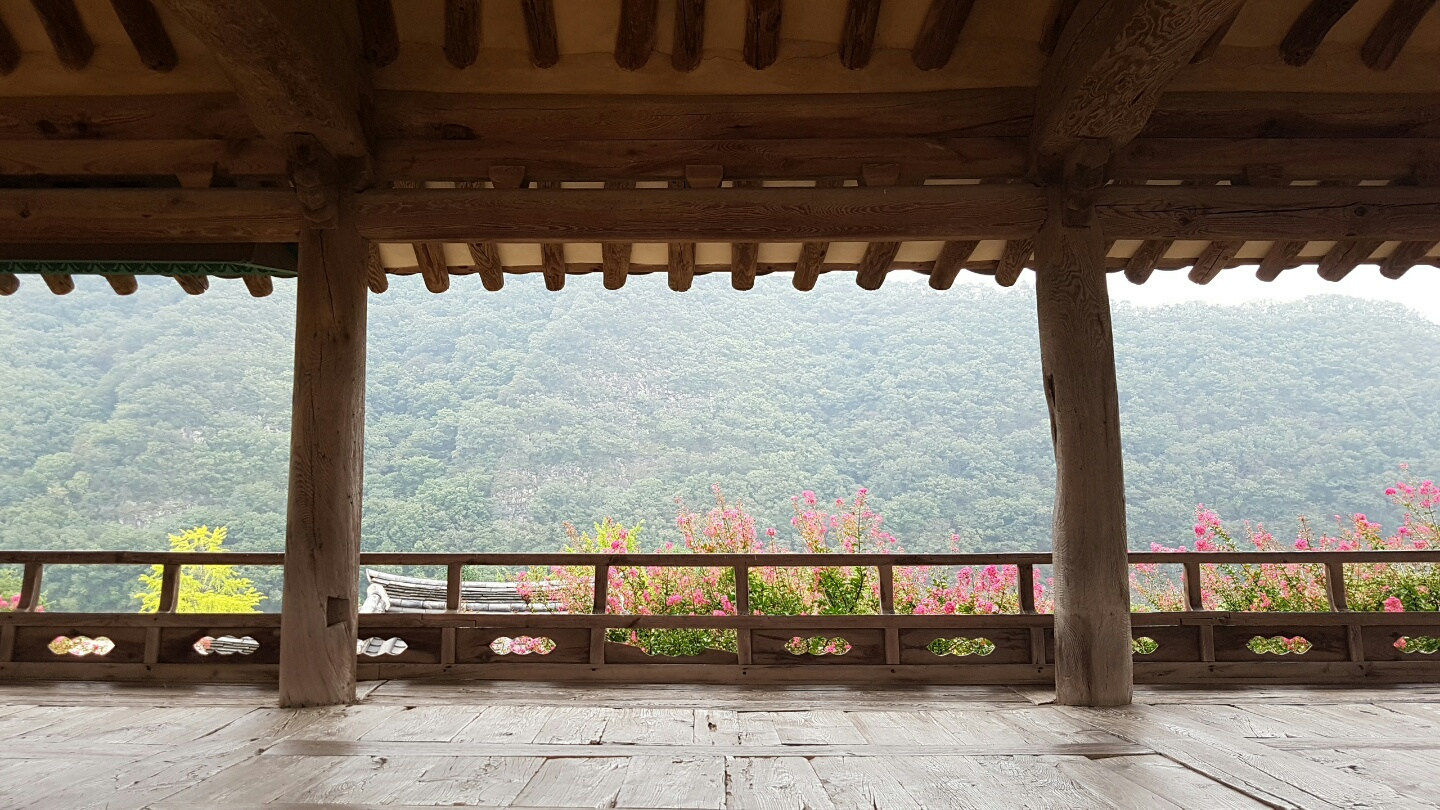
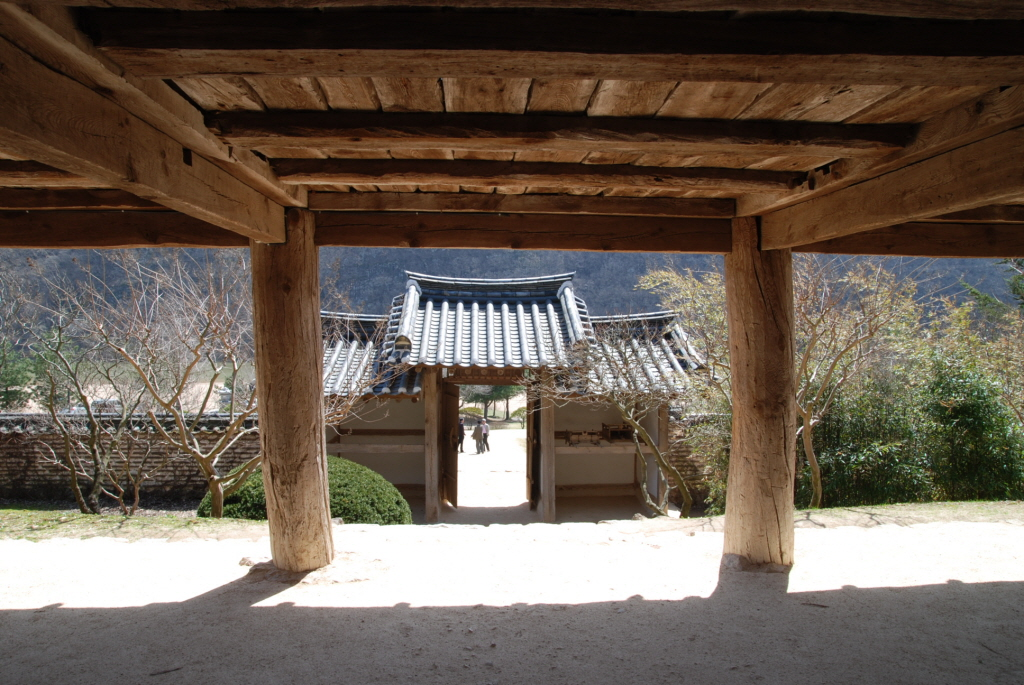
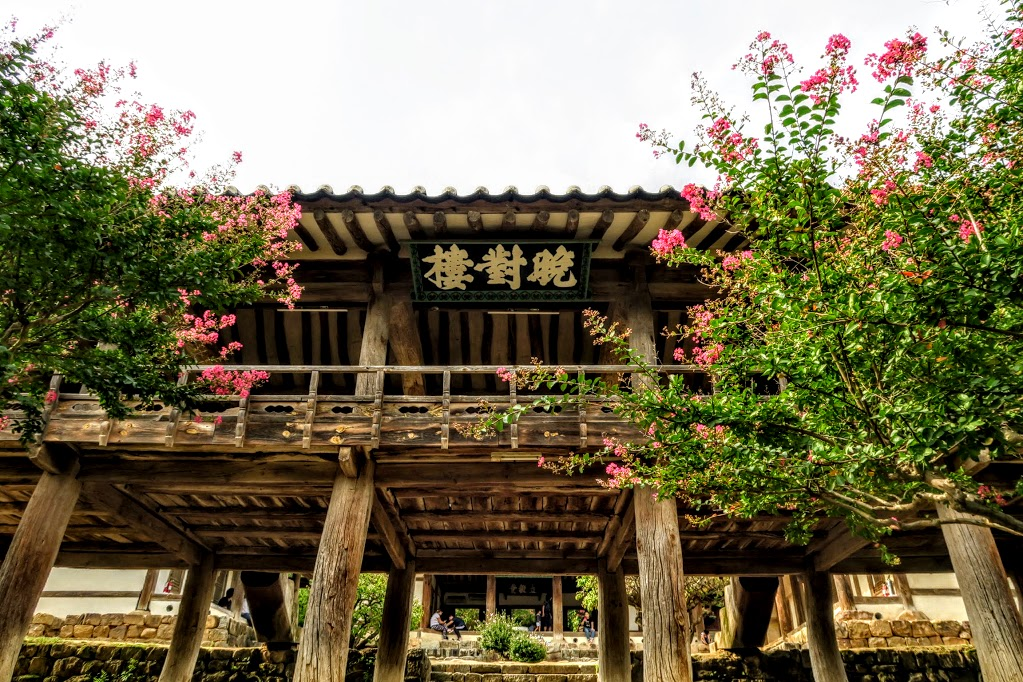

## 같이 보기
- 서원
- 류성룡
- 도산서원
- 하회마을
- 병호시비